# Thomas Brezina
Thomas Brezina (30 de gener de 1963, Viena) és un escriptor austríac de llibres per a xiquets. N'ha publicat més de quatre cents, dels quals s'han imprès més de trenta milions d'exemplars. També ha fet guions per a ràdio i televisió. Molts dels seus llibres han estat traduïts al català.
Una de les seues sèries més aclamades és Un cas per a tu i la Penya dels Tigres.

## Obra

### Sèries

#### La Penya dels Tigres

##### Un cas per a tu i la Penya dels Tigres
1. El Temple del Tro
2. El misteri de l'hípica
3. L'avió fantasma
4. Els robots cavallers
5. La Costa dels Esquelets
6. La maledicció del faraó
7. L'helicòpter del malson
8. Monstres invisibles
9. El vapor del Mississipi
10. El safari dels monstres
11. La góndola misteriosa
12. El casc de la calavera
13. Els Pantans Embruixats
14. Una mòmia al volant
15. La mà del monstre
16. La masmorra oblidada
17. Pirates extraterrestres
18. L'ull de foc
19. El cowboy sense cara
20. El misteri del casalot abandonat
21. El fantasma del camp de futbol
22. La màscara misteriosa
23. La muntanya maleïda
24. La nit dels ninja
25. Els pirates d'internet
26. El cementiri dels dinosaures
27. A qui truca el vampir?
28. Un espectre a la classe
29. El sabre del samurai
30. El palau de les panteres platejades
31. El tresor del riu dels Castors
32. La fortalesa dels taurons
33. El laboratori secret
34. El tatuatge del drac
35. La foto inquietant
36. La dama blanca
37. El secret dels pirates
38. L'hora del bruixot
39. L'illa dels goril·les fantasma
40. De nit, a l'escola
41. El tresor del gladiador
42. L'esportista monstruós
43. El dimoni de la llàntia
44. La serp gegant

##### Un doble cas per a tu i la Penya dels Tigres
1. Qui amenaça el Willy Wu? / Un petaner que val milions
2. El congost dels bandits / El pallasso fantasma
3. Els Aiguamolls dels Esperits / El futbolista karateka
4. El tresor del castell negre / L'home goril·la
5. El secret del gat de la sort / Un mamut dins del gel
6. Un joc perillós / El cavaller fantasma
7. El científic desaparegut / L'amulet de l'extraterrestre
8. La nit de les bèsties invisibles / L'illa dels tiranosaures
9. El misteri de l'esquelet / El llibre secret dels buscafantasmes
10. L'enigma del faraó / El vampir del tren de la bruixa
11. El peix del diable / El campament maleït
12. Els bidons misteriosos / El drac de foc

##### Un supercàs per a tu i la Penya dels Tigres
1. Verí a l'escola
2. L'illa de les serps
3. Xiscles a la casa encantada
4. El lladre de tombes
5. Presoners a l'edat de pedra
6. El sepulcre dels extraterrestres
7. Com va desaparèixer el 6è A?
8. El lladre invisible
9. El maletí de l'agent secret
10. La Muntanya dels Mil Dracs

##### Un cas especial de la Penya dels Tigres
1. El secret de Sir Scorpion

#### Els meus monstres
1. El secret de la casa dels horrors
2. Terror a l'escola
3. Vacances a l'hotel encantat
4. Operació espantagermanes
5. L'esquelet dansaire
6. Misteri al castell d'Espantallops
7. La família horripilant
8. Fantasmes a la classe de música
9. El vaixell fantasma
10. La pilota xerraire

- Llibre màgic dels monstres

#### El cau de la por
1. Terror a Can Bramderroc
2. L'home dels ulls de gel
3. La bèstia invisible
4. L'esperit de la jungla
5. El taüt del vampir
6. El retorn del Titanic
7. L'Illa Deserta
8. L'últim home llop
9. El misteri del soterrani
10. La nit de les mòmies
11. La boira misteriosa
12. La casa dels monstres
13. La cova dels zombis
14. L'autèntic doctor Frankenstein

#### Cor de drac
1. La lluita per l'espasa del drac
2. La maledicció del bruixot cec
3. L'atac del cavaller de pedra
4. La fortalesa de foc
5. El guerrer de gel
6. Batalla a la muntanya del Diable
7. La venjança dels corbs de ferro
8. La força oculta de la fletxa de plata
9. A les urpes del griu
10. El torneig del Cavaller Negre

#### Mark Mega i el Phantom
1. Desapareguts al Triangle del Diable
2. La vall de les Grutes Udolants
3. Monstres a les profunditats
4. Aventura a la Terra de l'Horror
5. Ral·li sense retorn
6. Atrapat al gratacels
7. Conspiració en el volcà
8. La fortalesa del doctor E.X.
9. *Verrat bei der Formel 1 (Traïció a la Fórmula 1)
10. *Schreie im Schneesturm (Crits en la tempesta de neu)
11. *Entführt von einem UFO (Segrestat per un ovni)
12. *Am Fluss der Krokodile (Al riu dels cocodrils)
13. *Der Fluch des giftigen Goldes (La maledicció del tresor verinós)
14. *Geheimaktion Superhai (Operació secreta: el supertauró)
15. *Angriff aus dem Weltraum (Atac des de l'espai)
16. *Verschwunden im Internet (Desaparegut a Internet)
17. *Die Stadt der Mumien (La ciutat de les mòmies)
18. *Das gefärlichste Spiel der Welt (El joc més perillós del mon)

- *Jagd nach dem schwarzen Diamanten (A la cerca del diamant negre)

*Aquestes obres no tenen traducció catalana.